# Wiesław Maniak
Wiesław Jan Maniak (Leopoli, 22 maggio 1938 – Kurčatov, 28 maggio 1982) è stato un velocista polacco, campione europeo dei 100 metri piani a Budapest 1966.

## Palmarès
| Anno | Manifestazione        | Sede              | Evento      | Risultato | Prestazione | Note |
| ---- | --------------------- | ----------------- | ----------- | --------- | ----------- | ---- |
| 1964 | Giochi olimpici       | Tokyo             | 100 m piani | 4º        | 10"4        |      |
| 1964 | Giochi olimpici       | Tokyo             | 4×100 m     | Argento   | 39"3        |      |
| 1966 | Europei               | Budapest          | 100 m piani | Oro       | 10"5        |      |
| 1968 | Giochi europei indoor | Madrid            | 50 m piani  | 4º        | 5"79        |      |
| 1968 | Giochi olimpici       | Città del Messico | 100 m piani | Batteria  | 10"4        |      |
| 1968 | Giochi olimpici       | Città del Messico | 4×100 m     | 8º        | 39"2        |      |